# 2021–2022-es német labdarúgó-bajnokság (első osztály)
A 2021–2022-es német labdarúgó-bajnokság – eredeti német nevén Fußball-Bundesliga – az 59. szezonja volt a Bundesligának. A szezon 2021. augusztus 13-án kezdődött, és 2022. május 14-én ért véget. A címvédő és a bajnok a Bayern München.

## Csapatok

### Csapatváltozások
| Feljutott az első osztályba | Kiesett a másodosztályba |
| --------------------------- | ------------------------ |
| VfL Bochum Greuther Fürth   | Werder Bremen Schalke 04 |

A bajnokságon 18 csapat vesz részt: a tavalyi bajnokság bennmaradt 15 csapata (a 16. helyezett osztályzót játszik), és 2 feljutó. A másodosztály első és második helyezettje (a VfL Bochum és a Greuther Fürth) feljutott a Bundesligába, viszont a harmadiknak osztályzót kellett játszania az 1. FC Köln ellen, ahol a másodosztály harmadik helyezettje, a Holstein Kiel alulmaradt.

### Csapatok adatai
| Csapat                   | Város                | Stadion                        | Befogadóképesség |
| ------------------------ | -------------------- | ------------------------------ | ---------------- |
| Augsburg                 | Augsburg             | WWK ARENA                      | 30 660           |
| Arminia Bielefeld        | Bielefeld            | Schüco Arena                   | 27 300           |
| Bayer 04 Leverkusen      | Leverkusen           | BayArena                       | 30 210           |
| Bayern München           | München              | Allianz Arena                  | 71 000           |
| Borussia Dortmund        | Dortmund             | Signal Iduna Park              | 80 645           |
| VfL Bochum               | Bochum               | Schüco-Aréna                   | 27 599           |
| Borussia Mönchengladbach | Mönchengladbach      | Stadion im Borussia-Park       | 54 010           |
| Eintracht Frankfurt      | Frankfurt            | Commerzbank-Arena              | 51 500           |
| SC Freiburg              | Freiburg im Breisgau | Schwarzwald-Stadion            | 24 000           |
| Greuther Fürth           | Fürth                | Sportpark Ronhof Thomas Sommer | 16 626           |
| Hertha BSC               | Berlin               | Olimpiai Stadion               | 74 244           |
| TSG 1899 Hoffenheim      | Sinsheim             | Wirsol Rhein-Neckar-Arena      | 30 150           |
| 1. FC Köln               | Köln                 | RheinEnergieStadion            | 49 698           |
| RB Leipzig               | Lipcse               | Red Bull Arena                 | 42 959           |
| 1. FSV Mainz 05          | Mainz                | OPEL ARENA                     | 34 000           |
| Union Berlin             | Berlin               | Stadion An der Alten Försterei | 22 012           |
| VfB Stuttgart            | Stuttgart            | Mercedes-Benz Arena            | 60 449           |
| VfL Wolfsburg            | Wolfsburg            | Volkswagen Arena               | 30 000           |

### Vezetőedző-váltások
| Csapat                   | Távozó edző                   | Ok                                               | Távozás napja      | Távozás napja      | Pozíció a tabbelán | Érkező                        | Érkezés napja      | Érkezés napja      | Forrás(ok)    |
| Csapat                   | Távozó edző                   | Ok                                               | Dátum              | Dátum              | Pozíció a tabbelán | Érkező                        | Dátum              | Dátum              | Forrás(ok)    |
| ------------------------ | ----------------------------- | ------------------------------------------------ | ------------------ | ------------------ | ------------------ | ----------------------------- | ------------------ | ------------------ | ------------- |
| Borussia Dortmund        | Edin Terzić (megbízott)       | Lejárt a megbízatása                             | 2020. december 13. | 2021. június 30.   | Előszezon          | Marco Rose                    | 2021. február 15.  | 2021. július 1.    | [ 2 ] [ 3 ]   |
| Borussia Mönchengladbach | Marco Rose                    | A Borussia Dortmund csapatához szerződött        | 2021. február 15.  | 2021. június 30.   | Előszezon          | Adi Hütter                    | 2021. április 23.  | 2021. július 1.    | [ 3 ] [ 4 ]   |
| Bayer Leverkusen         | Hannes Wolf (megbízott)       | Lejárt a megbízatása                             | 2021. március 23.  | 2021. június 30.   | Előszezon          | Gerardo Seoane                | 2021. május 19.    | 2021. július 1.    | [ 5 ] [ 6 ]   |
| 1. FC Köln               | Friedhelm Funkel              | Lejárt a megbízatása                             | 2021. április 8.   | 2021. június 30.   | Előszezon          | Steffen Baumgart              | 2021. május 11.    | 2021. július 1.    | [ 7 ]         |
| Eintracht Frankfurt      | Adi Hütter                    | A Borussia Mönchengladbach csapatához szerződött | 2021. április 13.  | 2021. június 30.   | Előszezon          | Oliver Glasner                | 2021. május 26.    | 2021. július 1.    | [ 8 ] [ 9 ]   |
| Bayern München           | Hansi Flick                   | Lemondott                                        | 2021. április 27.  | 2021. június 30.   | Előszezon          | Julian Nagelsmann             | 2021. április 27.  | 2021. július 1.    | [ 10 ]        |
| RB Leipzig               | Julian Nagelsmann             | A Bayern München csapatához szerződött           | 2021. április 27.  | 2021. június 30.   | Előszezon          | Jesse Marsch                  | 2021. április 29.  | 2021. július 1.    | [ 10 ] [ 11 ] |
| VfL Wolfsburg            | Oliver Glasner                | Az Eintracht Frankfurt csapatához szerződött     | 2021. május 26.    | 2021. június 30.   | Előszezon          | Mark van Bommel               | 2021. június 2.    | 2021. július 1.    | [ 9 ] [ 12 ]  |
| VfL Wolfsburg            | Mark van Bommel               | Elküldték                                        | 2021. október 24.  | 2021. október 24.  | 8.                 | Florian Kohfeldt              | 2021. október 26.  | 2021. október 26.  | [ 13 ] [ 14 ] |
| Hertha BSC               | Dárdai Pál                    | Elküldték                                        | 2021. november 29. | 2021. november 29. | 14.                | Tayfun Korkut                 | 2021. november 29. | 2021. november 29. | [ 15 ]        |
| RB Leipzig               | Jesse Marsch                  | Elküldték                                        | 2021. december 5.  | 2021. december 5.  | 11.                | Achim Beierlorzer (megbízott) | 2021. december 5.  | 2021. december 5.  | [ 16 ]        |
| RB Leipzig               | Achim Beierlorzer (megbízott) | Lejárt a megbízatása                             | 2021. december 9.  | 2021. december 9.  | 11.                | Domenico Tedesco              | 2021. december 9.  | 2021. december 9.  | [ 17 ]        |
| Hertha BSC               | Tayfun Korkut                 | Elküldték                                        | 2022. március 13.  | 2022. március 13.  | 17.                | Felix Magath                  | 2022. március 13.  | 2022. március 13.  | [ 18 ] [ 19 ] |
| Arminia Bielefeld        | Frank Kramer                  | Elküldték                                        | 2022. április 20.  | 2022. április 20.  | 17.                | Marco Kostmann (megbízott)    | 2022. április 20.  | 2022. április 20.  | [ 20 ]        |

## Tabella
| Hely. | Csapat                   | M  | Gy | D  | V  | G+ | G– | Gk  | P  | Továbbjutás vagy kiesés              |
| ----- | ------------------------ | -- | -- | -- | -- | -- | -- | --- | -- | ------------------------------------ |
| 1.    | Bayern MünchenCV (B)     | 34 | 24 | 5  | 5  | 97 | 37 | +60 | 77 | Bajnokok Ligája–csoportkör           |
| 2.    | Borussia Dortmund        | 34 | 22 | 3  | 9  | 85 | 52 | +33 | 69 | Bajnokok Ligája–csoportkör           |
| 3.    | Bayer Leverkusen         | 34 | 19 | 7  | 8  | 80 | 47 | +33 | 64 | Bajnokok Ligája–csoportkör           |
| 4.    | RB Leipzig               | 34 | 17 | 7  | 10 | 72 | 37 | +35 | 58 | Bajnokok Ligája–csoportkör           |
| 5.    | Union Berlin             | 34 | 16 | 9  | 9  | 50 | 44 | +6  | 57 | Európa-liga–csoportkör               |
| 6.    | SC Freiburg              | 34 | 15 | 10 | 9  | 58 | 46 | +12 | 55 | Európa-liga–csoportkör               |
| 7.    | 1. FC Köln               | 34 | 14 | 10 | 10 | 52 | 49 | +3  | 52 | Európa Konferencia Liga rájátszásába |
| 8.    | Mainz 05                 | 34 | 13 | 7  | 14 | 50 | 45 | +5  | 46 |                                      |
| 9.    | 1899 Hoffenheim          | 34 | 13 | 7  | 14 | 58 | 60 | −2  | 46 |                                      |
| 10.   | Borussia Mönchengladbach | 34 | 12 | 9  | 13 | 54 | 61 | −7  | 45 |                                      |
| 11.   | Eintracht Frankfurt      | 34 | 10 | 12 | 12 | 45 | 49 | −4  | 42 |                                      |
| 12.   | VfL Wolfsburg            | 34 | 12 | 6  | 16 | 43 | 54 | −11 | 42 |                                      |
| 13.   | VfL BochumÚ              | 34 | 12 | 6  | 16 | 38 | 52 | −14 | 42 |                                      |
| 14.   | FC Augsburg              | 34 | 10 | 8  | 16 | 39 | 56 | −17 | 38 |                                      |
| 15.   | VfB Stuttgart            | 34 | 7  | 12 | 15 | 41 | 59 | −18 | 33 |                                      |
| 16.   | Hertha BSC (O)           | 34 | 9  | 6  | 19 | 37 | 71 | −34 | 33 | Osztályozó                           |
| 17.   | Arminia Bielefeld (K)    | 34 | 5  | 13 | 16 | 27 | 53 | −26 | 28 | Kiesik a Bundesliga 2-be             |
| 18.   | Greuther FürthÚ (K)      | 34 | 3  | 9  | 22 | 28 | 82 | −54 | 18 | Kiesik a Bundesliga 2-be             |

## Rájátszás

### Első forduló
| 2022. május 19. 20:30 |

| Hertha BSC | 0–1               | Hamburger SV |
| ---------- | ----------------- | ------------ |
|            | (0–1) Jegyzőkönyv | Reis 57'     |

| Olimpiai Stadion, Berlin Nézőszám: 75 500 Játékvezető: Harm Osmers |

### Második forduló
| 2022. május 23. 20:30 |

| Hamburger SV | 0–2               | Hertha BSC                 |
| ------------ | ----------------- | -------------------------- |
|              | (0–1) Jegyzőkönyv | Boyata 4' Plattenhardt 63' |

| Volksparkstadion, Hamburg Nézőszám: 57 000 Játékvezető: Deniz Aytekin |

A végeredmény összesítésben 2–1 lett a Hertha BSC javára, így egyik csapat sem váltott osztályt.

## Statisztikák

### Góllövőlista
Utoljára frissítve: 2022. május 14.
| Helyezés | Játékos            | Klub                       | Gólok |
| -------- | ------------------ | -------------------------- | ----- |
| 1        | Robert Lewandowski | Bayern München             | 35    |
| 2        | Patrik Schick      | Bayer Leverkusen           | 24    |
| 3        | Erling Haaland     | Borussia Dortmund          | 22    |
| 4        | Christopher Nkunku | RB Leipzig                 | 20    |
| 4        | Anthony Modeste    | 1. FC Köln                 | 20    |
| 6        | Taiwo Awoniyi      | Union Berlin               | 15    |
| 7        | Serge Gnabry       | Bayern München             | 14    |
| 8        | Moussa Diaby       | Bayer Leverkusen           | 13    |
| 9        | Max Kruse          | Union Berlin/VfL Wolfsburg | 12    |
| 9        | Jonas Hofmann      | Borussia Mönchengladbach   | 12    |

### Gólpasszok
Utoljára frissítve: 2022. május 14.
| Helyezés | Játékos            | Klub                | Gólp. |
| -------- | ------------------ | ------------------- | ----- |
| 1        | Thomas Müller      | Bayern München      | 18    |
| 2        | Christopher Nkunku | RB Leipzig          | 13    |
| 3        | Marco Reus         | Borussia Dortmund   | 12    |
| 3        | Moussa Diaby       | Bayer Leverkusen    | 12    |
| 5        | David Raum         | 1899 Hoffenheim     | 11    |
| 5        | Joshua Kimmich     | Bayern München      | 11    |
| 7        | Florian Wirtz      | Bayer Leverkusen    | 10    |
| 8        | Filip Kostić       | Eintracht Frankfurt | 9     |
| 8        | Andrej Kramarić    | 1899 Hoffenheim     | 9     |
| 8        | Christian Günter   | SC Freiburg         | 9     |

### Mesterhármasok
| Játékos            | Csapat            | Ellenfél       | Végeredmény | Dátum               |
| ------------------ | ----------------- | -------------- | ----------- | ------------------- |
| Robert Lewandowski | Bayern München    | Hertha BSC     | 5–0 (H)     | 2021. augusztus 28. |
| Ihlas Bebou        | 1899 Hoffenheim   | Greuther Fürth | 6–3 (V)     | 2021. november 27.  |
| Patrik Schick4     | Bayer Leverkusen  | Greuther Fürth | 7–1 (H)     | 2021. december 4.   |
| Serge Gnabry       | Bayern München    | VfB Stuttgart  | 5–0 (V)     | 2021. december 14.  |
| Robert Lewandowski | Bayern München    | 1. FC Köln     | 4–0 (V)     | 2022. január 15.    |
| Moussa Diaby       | Bayer Leverkusen  | FC Augsburg    | 5–1 (H)     | 2022. január 22.    |
| Max Kruse          | VfL Wolfsburg     | Mainz 05       | 5–0 (H)     | 2022. április 22.   |
| Erling Haaland     | Borussia Dortmund | VfL Bochum     | 3–4 (H)     | 2022. április 30.   |

4 A játékos 4 gólt szerzett

### Kapott gól nélkül lehozott mérkőzések
Utoljára frissítve: 2022. május 14.
| Helyezés | Játékos            | Klub                     | Mérkőzések |
| -------- | ------------------ | ------------------------ | ---------- |
| 1        | Robin Zentner      | 1. FSV Mainz 05          | 10         |
| 1        | Mark Flekken       | SC Freiburg              | 10         |
| 1        | Manuel Neuer       | Bayern München           | 10         |
| 1        | Koen Casteels      | VfL Wolfsburg            | 10         |
| 5        | Gulácsi Péter      | RB Leipzig               | 9          |
| 5        | Rafał Gikiewicz    | Augsburg                 | 9          |
| 7        | Oliver Baumann     | 1899 Hoffenheim          | 8          |
| 7        | Lukáš Hrádecký     | Bayer Leverkusen         | 8          |
| 9        | Manuel Riemann     | VfL Bochum               | 7          |
| 9        | Gregor Kobel       | Borussia Dortmund        | 7          |
| 11       | Andreas Luthe      | Union Berlin             | 6          |
| 11       | Stefan Ortega      | Arminia Bielefeld        | 6          |
| 13       | Kevin Trapp        | Eintracht Frankfurt      | 5          |
| 13       | Yann Sommer        | Borussia Mönchengladbach | 5          |
| 15       | Alexander Schwolow | Hertha BSC               | 4          |
| 15       | Florian Müller     | VfB Stuttgart            | 4          |
| 17       | Sascha Burchert    | Greuther Fürth           | 3          |
| 17       | Andreas Linde      | Greuther Fürth           | 3          |
| 17       | Marvin Schwäbe     | 1. FC Köln               | 3          |
| 20       | Frederik Rønnow    | Union Berlin             | 2          |
| 20       | Marcel Lotka       | Hertha BSC               | 2          |
| 22       | Sztéfanosz Kapíno  | Arminia Bielefeld        | 1          |
| 22       | Timo Horn          | 1. FC Köln               | 1          |
| 22       | Sven Ulreich       | Bayern München           | 1          |
| 22       | Pavao Pervan       | VfL Wolfsburg            | 1          |

### Magyarok a ligában
Utoljára frissítve: 2022. május 14.
| Játékos            | Klub            | Mérkőzés | Gólok | Gólpasszok | Gól nélküli |
| ------------------ | --------------- | -------- | ----- | ---------- | ----------- |
| Gulácsi Péter      | RB Leipzig      | 33       | 0     | 0          | 9           |
| Willi Orbán        | RB Leipzig      | 30       | 2     | 1          | –           |
| Szoboszlai Dominik | RB Leipzig      | 31       | 6     | 8          | –           |
| Sallai Roland      | SC Freiburg     | 31       | 4     | 4          | –           |
| Szalai Ádám        | 1. FSV Mainz 05 | 12       | 1     | 0          | –           |
| Novothny Soma      | VfL Bochum      | 6        | 1     | 0          | –           |
| Schäfer András     | Union Berlin    | 8        | 1     | 1          | –           |

1. ↑  A 2022-es téli átigazolási időszakban a svájci Basel csapatába szerződött.
2. ↑  A 2022-es téli átigazolási időszakban a ciprusi Anórthoszi Ammohósztu csapatába szerződött.
3. ↑  A 2022-es téli átigazolási időszakban a szlovák DAC csapatától érkezett.

### A hónap legjobb játékosai, tehetségei és góljai
| Hónap      | Hónap Játékosa     | Hónap Játékosa    | Hónap Tehetsége    | Hónap Tehetsége     | Hónap gólja      | Hónap gólja       | Források             |
| Hónap      | Játékos            | Csapat            | Játékos            | Csapat              | Játékos          | Csapat            | Források             |
| ---------- | ------------------ | ----------------- | ------------------ | ------------------- | ---------------- | ----------------- | -------------------- |
| Augusztus  | Erling Haaland     | Borussia Dortmund | Szoboszlai Dominik | RB Leipzig          | Gerrit Holtmann  | VfL Bochum        | [ 35 ] [ 36 ] [ 37 ] |
| Szeptember | Florian Wirtz      | Bayer Leverkusen  | Omar Marmús        | VfB Stuttgart       | Erling Haaland   | Borussia Dortmund | [ 35 ] [ 36 ] [ 37 ] |
| Október    | Christopher Nkunku | RB Leipzig        | Szoboszlai Dominik | RB Leipzig          | Jude Bellingham  | Borussia Dortmund | [ 35 ] [ 36 ] [ 37 ] |
| November   | Alphonso Davies    | Bayern München    | Itó Hiroki         | VfB Stuttgart       | Erling Haaland   | Borussia Dortmund | [ 35 ] [ 36 ] [ 37 ] |
| December   | Patrik Schick      | Bayer Leverkusen  | Jesper Lindstrøm   | Eintracht Frankfurt | Niklas Dorsch    | Augsburg          | [ 35 ] [ 36 ] [ 37 ] |
| Január     | Thomas Müller      | Bayern München    | Patrick Wimmer     | Arminia Bielefeld   | Corentin Tolisso | Bayern München    | [ 35 ] [ 36 ] [ 37 ] |
| Február    | Christopher Nkunku | RB Leipzig        | Jonas Wind         | VfL Wolfsburg       | Jonas Wind       | VfL Wolfsburg     | [ 35 ] [ 36 ] [ 37 ] |
| Március    | Christopher Nkunku | RB Leipzig        | Omar Marmús        | VfB Stuttgart       | Kingsley Coman   | Bayern München    | [ 35 ] [ 36 ] [ 37 ] |
| Április    | Christopher Nkunku | RB Leipzig        | Szoboszlai Dominik | RB Leipzig          |                  |                   | [ 35 ] [ 36 ] [ 37 ] |

### Egyéni díjazottak
| Díj               | Győztes            | Klub                | Forrás |
| ----------------- | ------------------ | ------------------- | ------ |
| A szezon játékosa | Christopher Nkunku | RB Leipzig          | [ 38 ] |
| A szezon újonca   | Jesper Lindstrøm   | Eintracht Frankfurt | [ 36 ] |
| A szezon gólja    | Gerrit Holtmann    | VfL Bochum          | [ 39 ] |

### A szezon csapata
| Poz. | Játékos            | Klub                | Forr.  |
| ---- | ------------------ | ------------------- | ------ |
| K    | Manuel Neuer       | Bayern München      | [ 40 ] |
| V    | Alphonso Davies    | Bayern München      | [ 40 ] |
| V    | Evan Ndicka        | Eintracht Frankfurt | [ 40 ] |
| V    | Nico Schlotterbeck | Freiburg            | [ 40 ] |
| V    | David Raum         | 1899 Hoffenheim     | [ 40 ] |
| KP   | Jude Bellingham    | Borussia Dortmund   | [ 40 ] |
| KP   | Joshua Kimmich     | Bayern München      | [ 40 ] |
| KP   | Florian Wirtz      | Bayer Leverkusen    | [ 40 ] |
| CS   | Erling Haaland     | Borussia Dortmund   | [ 40 ] |
| CS   | Robert Lewandowski | Bayern München      | [ 40 ] |
| CS   | Christopher Nkunku | RB Leipzig          | [ 40 ] |

## Csapatok száma tartományonkénti bontásban
| Pozíció | Tartomány              | Csapatok száma | Csapatok                                                                                               |
| ------- | ---------------------- | -------------- | --- |
| 1       | Észak-Rajna-Vesztfália | 6              | Arminia Bielefeld, VfL Bochum, Borussia Dortmund, Köln, Bayer Leverkusen és a Borussia Mönchengladbach |
| 2       | Baden-Württemberg      | 3              | SC Freiburg, 1899 Hoffenheim és a VfB Stuttgart                                                        |
| 2       | Bajorország            | 3              | FC Augsburg, Bayern München és a Greuther Fürth                                                        |
| 4       | Berlin                 | 2              | Hertha BSC és az Union Berlin                                                                          |
| 5       | Hessen                 | 1              | Eintracht Frankfurt                                                                                    |
| 5       | Alsó-Szászország       | 1              | VfL Wolfsburg                                                                                          |
| 5       | Rajna-vidék-Pfalz      | 1              | Mainz 05                                                                                               |
| 5       | Szászország            | 1              | RB Leipzig                                                                                             |